# Parafia św. Wawrzyńca w Dolistowie
Parafia pw. św. Wawrzyńca w Dolistowie – rzymskokatolicka parafia należąca do dekanatu Knyszyn.
archidiecezji białostockiej, metropolii białostockiej.

## Historia parafii
Dolistowo Stare jest też najstarszą osadą ludzką wspominaną pod nazwą „Targowisko” leżącą nad rzeką Biebrzą, w najdawniejszym pisanym źródle określającym granice Mazowsza i Litwy z roku 1358. Do tradycji św. Brunona z Kwerfurtu w Dolistowie Starym należy nie spotykane w tym regionie wezwanie kościoła – św. Wawrzyńca Biskupa, wyraźnie odsyłające do benedyktyńskiej misji chrystianizacyjnej. Niewątpliwie w 1358 r. mazowieckie Targowisko posiadało obiekt sakralny przyciągający puszczańską ludność.
Za czasów króla Kazimierza Jagiellończyka (zmarł w 1492) istniał już kościół w Dolistowie. Parafia w Dolistowie została erygowana 6 lutego 1500 r. Pierwszym proboszczem był ks. kanonik Stanisław Dąbrówka i wtedy to drewniana kaplica pw. św. Stanisława BM została przemieniona na kościół parafialny pw. św. Wawrzyńca diakona i męczennika.
Inne źródła wymieniają, że pierwszym proboszczem dolistowskim był ks. Jakub, który zmarł w roku 1506.
Obok kościoła w roku 1803 zbudowana została dzwonnica z kamieni. Plebanię murowaną pobudowano w roku 1930.

## Miejsca kultu
Kościół parafialny
Obecny kościół z kamienia polnego został zbudowany latach 1789–1791. Fundatorami tego kościoła byli: hetmanowa Izabella Branicka i proboszcz ks. Krzysztof Kapica. Świątynia została zbudowana według projektu Jana Bogumiła Zsczerniga, porucznika i architekta będącego na usługach Izabelli Branickiej. Konsekracji kościoła dokonał bp Piotr Toczyłowski 23 października 1791 r. W latach 70. XX wieku został przeprowadzony gruntowny remont wnętrza.
W ołtarzu głównym kościoła wielką czcią jest otoczony Krucyfiks pochodzący z XVIII wieku. Pod krzyżem znajduje się obraz Matki Bożej Pocieszenia z namalowany w stylu rokoko (XVIII w). W bocznym ołtarzu znajduje się barokowy obraz Matki Bożej Różańcowej (także z XVIII w).
Kościoły filialne i kaplice
- kaplica pw. Wniebowzięcia Najświętszej Maryi Panny w Dolistowie Nowym– przy drodze do Goniądza
- kaplica pw. św. Jerzego na cmentarzu grzebalnym w Dolistowie Nowym
- kaplica pw. Matki Bożej Miłosierdzia we Wroceniu
- kaplica pw. Miłosierdzia Bożego w Mikicinie
- kaplica pw. św. Stanisława Kostki w Zabielu
- kaplica pw. Niepokalanego Poczęcia Najświętszej Maryi Panny w Moniuszkach – kapliczka przydrożna (na granicy parafii) tzw. „Latarnia”

Cmentarz parafialny
Na terenie parafii znajduje się cmentarz grzebalny założony w XVI wieku, powiększony w roku 1963, w odległości 2 km od kościoła o powierzchni 4 ha.

## Zasięg parafii
Do miejscowości należą wierni z miejscowości:

- Dolistowo Stare,
- Dolistowo Nowe,
- Mikicin (10 km),
- Moniuszki (5),
- Radzie (5),
- Smogorówka Dolistowska (5),
- Wroceń (5),
- Zabiele (4).

## Proboszczowie
- ks. Edward Szapel (1923–1939)
- ks. Jan Przybiński (1939–1946)
- ks. Antoni Bachurzewski (1946–1961)
- ks. Michał Dalinkiewicz (1961–1974)
- ks. Marian Malicki (1975–1989)
- ks. Władysław Kulikowski (1989–1992)
- ks. kan. Jan Popławski (1992–2005)
- ks. mgr teol. Stanisław Łukaszewicz (2005–2010)
- ks. kan. Jerzy Sidorowicz (2010–2012, zm. 18 lutego 2012)
- ks. Adam Sokołowski (2012–2022)
- ks. Adam Szczesiul (2022–2023)
- ks. Krzysztof Maliszewski (2023–2024)[5]
- ks. Tomasz Niewiński (od 2024)[5]